# Sainte-Thorette
Sainte-Thorette är en kommun i departementet Cher i regionen Centre-Val de Loire i de centrala delarna av Frankrike. Kommunen ligger  i kantonen Mehun-sur-Yèvre som tillhör arrondissementet Vierzon. År 2022 hade Sainte-Thorette 473 invånare.

## Befolkningsutveckling
Antalet invånare i kommunen Sainte-Thorette
Referens:INSEE